# Raurakische Republik

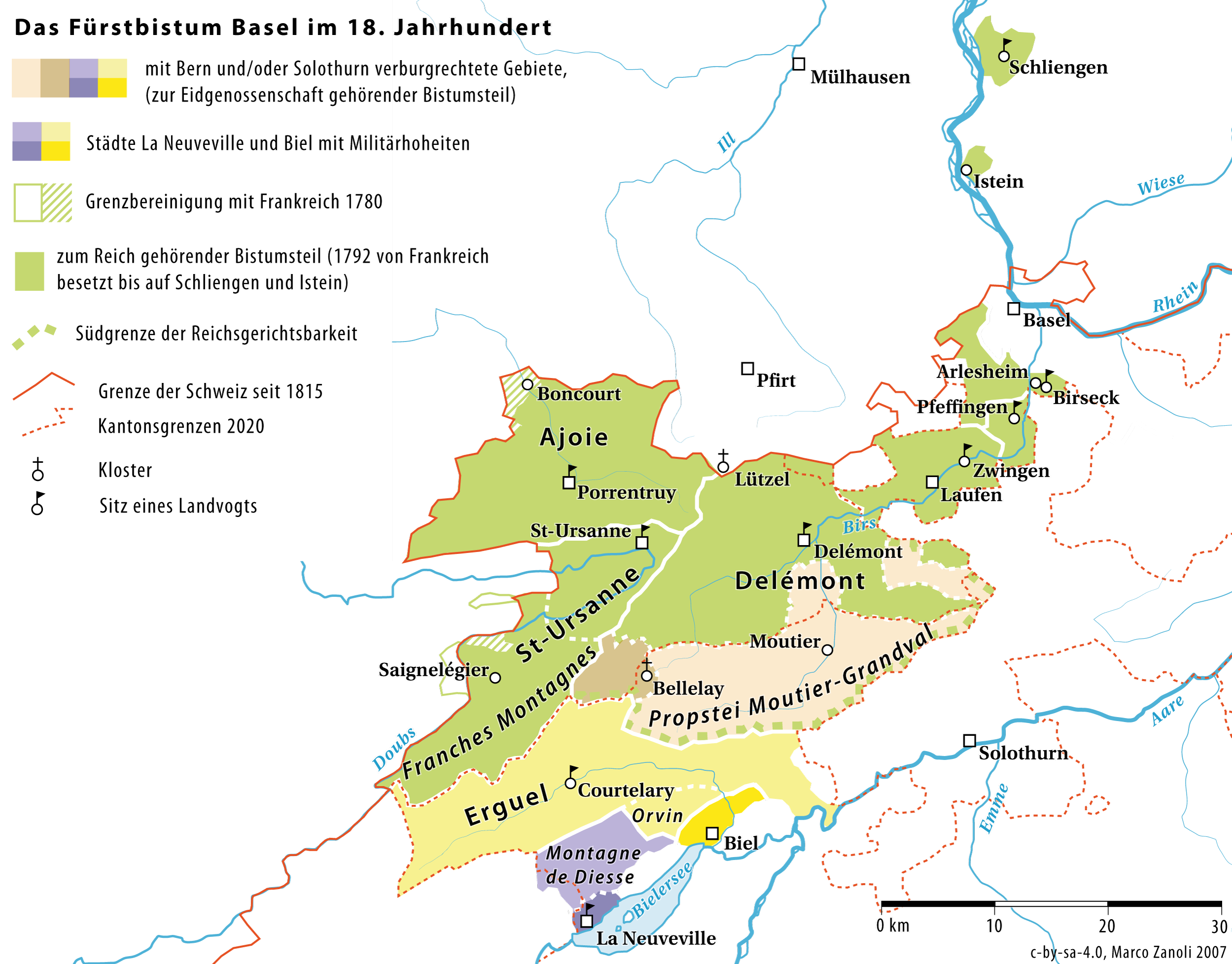
Das Fürstbistum Basel im 18. Jahrhundert

Die Raurakische Republik bzw. Raurachische Republik (République rauracienne) war eine durch französischen Revolutionsexport errichtete Tochterrepublik, gebildet aus den zum Heiligen Römischen Reich gehörigen Teilen des Fürstbistums Basel. Sie wurde am 17. Dezember 1792 errichtet und durch Eingliederung in die Französische Republik am 23. März 1793 aufgelöst. Der Name bezieht sich auf den keltischen Stamm der Rauriker, der in der Antike am südlichen Oberrhein siedelte.

## Geschichte
Gestützt auf das Verteidigungsbündnis des Fürstbistums Basel mit Frankreich von 1780 besetzten französische Truppen nach dem Beginn des Ersten Koalitionskriegs im April 1792 die zum Römisch-deutschen Reich gehörigen nördlichen Teile des Fürstbistums. Die südlichen Gebiete von La Neuveville, Montagne de Diesse, Biel, Erguel und Moutier sowie Montsevelier wurden nicht besetzt, da sie unter dem militärischen Schutz der Eidgenossenschaft standen.
Nach der Ausrufung der Französischen Republik im September 1792 kam es zu Unruhen im Fürstbistum und zur Bildung revolutionärer Gremien. Fürstbischof Sigismund von Roggenbach floh nach Biel. Nach mehreren gescheiterten Versuchen, das Schloss von Pruntrut zu stürmen, gelang es den revolutionären Kräften unter Führung des früheren Syndikus der Landstände, Joseph Antoine Rengguer, die Macht an sich zu reissen. Am 17. Dezember wurde die Raurakische Republik als erste Tochterrepublik der französischen ausgerufen.
Die kurze Existenz der Republik war von politischen und gesellschaftlichen Wirren sowie von Wirtschaftskrisen geprägt. Die Macht wurde de facto von einem Triumvirat bestehend aus Joseph Antoine Rengguer, Jean Baptiste Gobel und Odon Nicolas Loeillot Demars ausgeübt. Aufstandsführer Rengguer verfügte über eine grosse Anhängerschaft. Gobel war einflussreicher Metropolitanbischof von Paris und Mitglied des Jakobinerclubs. Er wurde von der französischen Regierung als Kommissar nach Pruntrut entsandt. General Demars kommandierte die französischen Truppenverbände in der Tochterrepublik. Als überzeugter Revolutionär stellte er sich klar auf die Seite der Jakobiner um Rengguer. Ihnen erwuchs indes starker Widerstand sowohl aus der konservativen wie auch aus der reformorientierten Bevölkerungsmehrheit. Die französische Regierung betrachtete die anhaltende politische Instabilität in der Raurakischen Republik mit Sorge. Gobel und Demars wurden abberufen.
Nach dem Scheitern zweier Nationalversammlungen sprach sich die dritte in einer von Frankreich erzwungenen und manipulierten Abstimmung für den Anschluss an Frankreich aus, der am 23. März 1793 durch die Schaffung des Département du Mont Terrible vollzogen wurde. Durch den Frieden von Campo Formio Ende 1797 vergrößerte sich das Département um die noch unbesetzten Teile des Fürstbistums im Süden, doch bereits 1800 wurde es in das Département Haut-Rhin integriert.
Mit dem Ende der napoleonischen Herrschaft in Europa stellte sich wieder die Frage der staatlichen Zugehörigkeit der ehemals fürstbischöflichen Gebiete. Ende 1813 marschierten Truppen der sechsten Koalition ein, doch blieb das Département im Ersten Pariser Frieden noch bei Frankreich. Der Wiener Kongress beschloss am 20. März 1815 schließlich die Eingliederung in die Schweiz und die Aufteilung auf die Kantone Bern und Basel. Der erst 1979 geschaffene Kanton Jura deckt sich weitgehend mit den ehemaligen Reichsteilen des Fürstbistums Basel und sieht seine Eigenstaatlichkeit stark in der Raurakischen Republik verwurzelt.
Die Raurakische Republik führte – im Gegensatz zu anderen französischen Tochterrepubliken – in ihrer kurzen Existenz keine eigenständige Nationalflagge ein. Es ist jedoch bekannt, dass ein Staatswappen angenommen wurde. Es bestand im Wesentlichen aus dem römischen Liktorenbündel, das auch heute noch im Siegel Frankreichs zu finden ist.